# Surveyor 6
El Surveyor 6 fue el sexto lander lunar en el Programa Surveyor no tripulado enviado para explorar la superficie de la Luna. Descendió en el Sinus Medii a 0,5ºN-1,4ºO. Efectuó el primer brinco lunar con un salto de 2,4 metros, ensayo de despegue lunar para las misiones del Programa Apolo. Envió 30.100 imágenes y realizó un estudio de la superficie lunar con partículas alfa.  

## Prueba de aterrizaje suave
En una prueba adicional de tecnología espacial, los motores del Surveyor 6 se reiniciaron y quemaron durante 2,5 segundos en el primer despegue lunar el 17 de noviembre a las 10:32 UTC. Esto creó 150 lbf (700 N) de empuje y levantó el vehículo a 4 m de la superficie lunar. Después de moverse hacia el oeste a 2,5 m, la nave espacial volvió a aterrizar suavemente con éxito y continuó funcionando según lo diseñado.